# Fernando Zegers
Fernando Zegers Santa Cruz (* 17. Juli 1932 in Santiago de Chile) ist ein ehemaliger chilenischer Diplomat.

## Leben
Fernando Zegers Santa Cruz absolvierte ein Studium der Rechtswissenschaften an der Universidad de Chile und war nach Abschluss des Studiums zwischen 1956 und 1960 als Rechtsanwalt tätig. Im Anschluss war er zwischen 1960 und 1963 erst Vizedirektor und zuletzt Direktor von El Diario Ilustrado sowie Gründungsprofessor der Schule für Journalismus an der Päpstlichen Katholischen Universität von Chile. 1964 trat er in den diplomatischen Dienst ein und war unter anderem zwischen 1964 und 1965 Vizedirektor sowie Direktor der Abteilung Grenzen im Außenministerium. Nachdem er von 1965 bis 1966 Botschaftsrat an der Botschaft in Brasilien fungierte er von 1968 bis 1971 als Stellvertretender Ständiger Vertreter sowie 1971 als Geschäftsträger (Chargé d’affaires) der Ständigen Vertretung bei den Vereinten Nationen in New York City. Er war zugleich von 1968 bis 1982 Leiter der chilenischen Delegation bei der UN-Seerechtskonferenz sowie 1972, 1973 und 1975 Delegierter für Sondermissionen bei der UN-Generalversammlung. 1973 wurde er Direktor der Abteilung für kulturelle Verbreitung und ausländische Information im Außenministerium sowie 1974 Sonderbotschafter in Nicaragua.
Zegers fungierte zwischen 1974 und 1975 als Vizedirektor der Abteilung Internationale Beziehungen im Außenministerium sowie zugleich von 1974 bis 1976 als stellvertretender Ständiger Vertreter bei den Vereinten Nationen in Genf. Darüber hinaus war er zwischen 1975 und 1989 Leiter der chilenischen Delegation bei den Konsultativtagungen zum Antarktis-Vertrag. 1976 löste er Héctor Bravo Muñoz als Botschafter in Brasilien ab und verblieb dort bis 1981, woraufhin Javier Illanes Fernández seine dortige Nachfolge antrat. Im Anschluss unigerte er zwischen 1981 und 1983 als Generaldirektor der Außenpolitischen Abteilung des Außenministeriums. 1984 wurde er als Nachfolger von Mariano Fontecilla Concha als Botschafter in Spanien akkreditiert und verblieb dort bis zu seiner Ablösung durch Enrique Campos Menéndez 1986. Nach seiner Rückkehr fungierte er als Nachfolger von Enrique Carvallo Díaz zwischen 1986 und seiner Ablösung durch Óscar Pinochet de la Barra 1990 als Direktor der Academia Diplomática de Chile „Andrés Bello“, der Ausbildungsstätte des Diplomatischen Dienstes.
Nachdem Zegers von 1990 bis 1991 kurzzeitig Direktor des chilenischen Antarktis-Instituts war, bekleidete er ferner zwischen 1992 und 1996 den Posten als Botschafter in Australien. Er schied 1996 vorübergehend aus dem diplomatischen Dienst aus und war von 1996 bis 2010 Redakteur der Tageszeitung El Mercurio sowie Assessor für Internationale Angelegenheiten der Nationalen Fischereigesellschaft. 2010 übernahm er schließlich von Pablo Cabrera Gaete den Posten als Botschafter beim Heiligen Stuhl und verblieb dort bis 2013. Er war zeitweilig auch Professor für Internationales Seerecht an der Universidad de los Andes.